# Heinrich Strobel
Heinrich Strobel (ur. 31 maja 1898 w Ratyzbonie, zm. 18 sierpnia 1970 w Baden-Baden) – niemiecki muzykolog, działacz i krytyk muzyczny.

## Życiorys
Początkowo pobierał lekcje muzyki prywatnie, później studiował pod kierunkiem Adolfa Sandbergera i Theodora Kroyera na Uniwersytecie Monachijskim, gdzie w 1922 roku uzyskał stopień doktora na podstawie dysertacji Johann Wilhelm Hässlers Leben und Werke. W 1918 roku został zatrudniony jako korepetytor w teatrze miejskim w Ratyzbonie. Współpracował jako krytyk muzyczny z „Thüringer Allgemeine Zeitung” (od 1921), „Berliner Börsenkurier” (1927–1933) i „Berliner Tageblatt” (1934–1938). Był także redaktorem „Neue Musikblatt” (1934–1939) oraz czasopisma „Melos” (1933–1934 i po jego wznowieniu od 1946). Podczas II wojny światowej przebywał we Francji. Po powrocie do Niemiec w 1946 roku został redaktorem muzycznym Südwestfunk w Baden-Baden.
W swojej działalności publicystycznej i programowej propagował muzykę współczesną. Od lat 50. do 70. współpracował z festiwalem Donaueschinger Musiktage. Od 1956 do 1969 roku pełnił funkcję przewodniczącego Międzynarodowego Towarzystwa Muzyki Współczesnej. Napisał libretta do oper Rolfa Liebermanna Leonore 40/45 (1952), Penelope (1954) i Die Schule der Frauen (1955).
Został odznaczony medalem Schönberga (1952) i Legią Honorową (1957). W 1961 roku otrzymał tytuł doktora honoris causa uniwersytetu w Bazylei.

## Wybrane prace
(na podstawie materiałów źródłowych)
- Paul Hindemith (Moguncja 1928, 3. wyd. 1948)
- Claude Debussy (Zurych 1940, wyd. 5. 1961; wyd. francuskie 1942)
- Igor Stravinsky (Zurych 1956; tłum. ang. pt. Stravinsky: Classic Humanist 1956)